# Newtown AFC
Newtown Association Football Club (walisisch Clwb Pêl-droed Y Drenewydd) ist ein Fußballverein aus Newtown in der Grafschaft Wales. Der Verein spielt in der walisischen ersten Liga. Die Reservemannschaft spielt derzeit in der Mid Wales Football League.
Der Verein wurde im Jahre 1875 als Newtown White Stars gegründet und war eines der Gründungsmitglieder der Football Association of Wales. Der Club spielt in Latham Park, Newtown, der 5.000 Zuschauer (610 Sitzplätze) aufnimmt.
Das Team spielt im Heimtrikot in roten Hemden, roten Hosen und roten Stutzen.

## Vereinsgeschichte
Die Newtown White Stars gewannen 1879 den Welsh Cup gegen Wrexham FC und nach ihrer Umbenennung als Newtown AFC 1895 wieder gegen Wrexham FC. Erst 60 Jahre später gab es mit dem walisischen Amateur-Cup 1955 wieder eine nationale Trophäe. Im Finale stand der Club dreimal. 1881 und 1886 verlor man gegen Druids FC, 1888 gegen FC Chirk AAA.
Im Jahr 1992 wurde der Verein eher zurückhaltend Gründungsmitglied der Liga von Wales, in der er 1995/96 und 1997/98 Vizemeister wurde. International spielte er im Europapokal gegen Teams aus Lettland und Polen.
Die Saison 2014/15 beendete Newtown auf dem 6. Platz, wodurch man berechtigt war an den Playoffs um die Teilnahme zur UEFA Europa League 2015/16 teilzunehmen. Dort setzte man sich durch und spielte dadurch nach 17 Jahren wieder europäisch.

### Chronik
- 1875 Gründung unter dem Namen Newtown White Stars FC
- 1888 Umbenennung in Newtown AFC

## Europapokalbilanz
| Saison  | Wettbewerb                    | Runde                  | Gegner         | Gesamt          | Hin     | Rück          |
| ------- | ----------------------------- | ---------------------- | -------------- | --------------- | ------- | ------------- |
| 1996/97 | UEFA-Pokal                    | Qualifikation          | Skonto Riga    | 1:7             | 1:4 (H) | 0:3 (A)       |
| 1998/99 | UEFA-Pokal                    | 1. Qualifikationsrunde | Wisła Krakau   | 0:7             | 0:0 (H) | 0:7 (A)       |
| 2015/16 | UEFA Europa League            | 1. Qualifikationsrunde | FC Valletta    | 4:2             | 2:1 (H) | 2:1 (A)       |
| 2015/16 | UEFA Europa League            | 2. Qualifikationsrunde | FC Kopenhagen  | 1:5             | 0:2 (A) | 1:3 (H)       |
| 2021/22 | UEFA Europa Conference League | 1. Qualifikationsrunde | Dundalk FC     | 0:5             | 0:4 (A) | 0:1 (H)       |
| 2022/23 | UEFA Europa Conference League | 1. Qualifikationsrunde | HB Tórshavn    | 2:2 (4:2 i. E.) | 0:1 (A) | 2:1 n. V. (H) |
| 2022/23 | UEFA Europa Conference League | 2. Qualifikationsrunde | Spartak Trnava | 2:6             | 1:4 (A) | 1:2 (H)       |

Gesamtbilanz: 14 Spiele, 3 Siege, 1 Unentschieden, 10 Niederlagen, 10:33 Tore (Tordifferenz −23)
Stand: 28. Juli 2022